# Masao Miyamoto
Masao Miyamoto (8 janvier 1913 - 12 juillet 1989) est un espérantiste japonais.

## Biographie
Masao Miyamoto nait le 8 janvier 1913 à Wakayama. En 1927, il arrête l’école et dès l’année suivante, alors agé de 15 ans, il participe au mouvement révolutionnaire. Dès 1929, il s’investit dans les organismes révolutionnaires. En 1933, il est jugé et passe 2 années en prison pour ses activités syndicales.
Il se marie en 1943 avec Yamada Naoe et a 3 enfants.
Masao Miyamoto est un écrivain de litérature espérantophone qui a écrit et traduit plus de 20 livres. On peut notamment citer : "Pri arto kaj morto" (1967) ou le recueil de poème "Invit' al japanesko" (1971).
Il meurt le 12 juillet 1989 à Osaka d’un cancer de l’estomac.

## Œuvres
- (eo) Kanto de l’ koro, 1955